# Arcturus baffini
Arcturus baffini är en kräftdjursart som först beskrevs av Joseph Sabine 1824.  Arcturus baffini ingår i släktet Arcturus och familjen Arcturidae. Inga underarter finns listade i Catalogue of Life.